# 1993年电影

## 第三十屆金馬獎
- 最佳劇情片——《喜宴》（三一、嘉禾公司）
- 最佳導演——李安《喜宴》
- 最佳男主角——成龍《重案組》
- 最佳女主角——吳家麗《赤祼的誘惑》
- 最佳男配角——郎雄《喜宴》
- 最佳女配角——歸亞蕾《喜宴》